# Douglas Entrance
Douglas Entrance o la Puerta del Sol es una estructura histórica ubicada en Coral Gables, Florida.  Douglas Entrance se encuentra inscrito  en el Registro Nacional de Lugares Históricos desde el 22 de septiembre de 1972.

## Ubicación
Douglas Entrance se encuentra dentro del condado de Miami-Dade en las coordenadas 25°45′49″N 80°15′21″O / 25.763611, -80.255833.